# Karim Ahmad Khan
Karim Asad Ahmad Khan (Edinburgh, 30 maart 1970) is een Britse advocaat, gespecialiseerd in internationaal strafrecht en internationaal mensenrechtenrecht. Khan is sinds 2021 hoofdaanklager van het Internationaal Strafhof in Den Haag.

## Onderwijs en vroege carrière
Khan volgde zijn opleiding aan de Silcoates School en behaalde zijn diploma aan het King's College in Londen. Later ging hij naar het Wolfson College aan de Universiteit van Oxford als promovendus in de rechten, hoewel hij het doctoraat niet heeft afgerond. Tussen 1993 en 1996 was Khan een procureur des Konings van Engeland en Wales, evenals Senior procureur des Konings in 1995.

## Carrière internationaal recht
Khan werkte als juridisch medewerker bij het parket bij het Joegoslaviëtribunaal tussen 1997 en 1998. Later was hij juridisch adviseur bij het parket bij het Rwandatribunaal. Tussen 2006 en 2007 was Khan hoofdadviseur van de voormalige president van Liberia Charles Taylor voor het Speciaal Hof voor Sierra Leone.
Khan hield zich enkele jaren bezig met het leiden van zaken bij het Internationaal Strafhof (ICC), het Joegoslaviëtribunaal, het Rwandatribunaal, het Cambodjatribunaal en het Libanontribunaal. 
In 2008 werd hij benoemd tot hoofdadvocaat van voormalige Le Monde-journalist Florence Hartmann, die als hoofdwoordvoerder van aanklager Carla Del Ponte had gediend, toen ze werd beschuldigd van minachting van de rechtbank. Tussen 2008 en 2010 was hij ingeschakeld als hoofdadvocaat voor het ICC dat de Soedanese rebellenleider Bahr Idriss Abu Garda vertegenwoordigde. Deze was de eerste ICC-verdachte die zich vrijwillig overgaf aan de jurisdictie van het Hof. In januari 2011 kreeg hij de opdracht als hoofdadvocaat om Francis Muthaura voor het ICC te vertegenwoordigen in verband met het geweld na de verkiezingen in Kenia in 2007-2008. Later diende hij voor het ICC als hoofdadvocaat voor William Ruto, de vice-president van Kenia en als hoofdadvocaat voor de vice-premier van Kosovo Fatmir Limaj voor het Kosovotribunaal van 2014 tot 2017. Hij diende ook als hoofdadvocaat voor Saif al-Islam al-Qadhafi en Baghdadi Mahmudi bij het ICC.
Khan vertegenwoordigde als internationaal adviseur een groep Engelstalige mensenrechtenadvocaten die beschuldigd werden van terrorisme en andere misdrijven voor een Militair Hof in Yaoundé, Kameroen, van februari 2017 tot september 2017. Hij leidde het team dat Albanese gemeenschappen adviseerde met betrekking tot hun uitzetting uit Griekenland en daaropvolgende onteigening van eigendommen na de Tweede Wereldoorlog. Hij was hoofdadvocaat voor een grote slachtofferzaak in Sierra Leone die voortkwam uit de ECOMOG-interventie in 1999-2002. Hij vertegenwoordigde meer dan 100.000 slachtofferaanvragers van de Kipsigi- en Talai-gemeenschappen in Kenia  voor vermeende mensenrechtenschendingen tijdens de koloniale periode.
Tot juni 2021 was Khan gevestigd in Bagdad, Irak en was hij speciaal adviseur en hoofd van het onderzoeksteam voor de Verenigde Naties ter bevordering van de verantwoording voor misdaden gepleegd door UNITAD in Irak.
In februari 2021 werd Khan verkozen tot hoofdaanklager van het Internationaal Strafhof voor een termijn van negen jaar. 72 van de 123 lidstaten stemden voor (62 nodig). Khan was de derde hoofdaanklager in de geschiedenis van het ICC en de eerste die bij geheime stemming werd gekozen. Khan was genomineerd door het Verenigd Koninkrijk.  Hij trad in juni 2021 aan en volgde Fatou Bensouda op.
In april 2022 zei Khan over de oorlog in Oekraïne: "We hebben redelijke gronden om aan te nemen dat misdaden binnen de jurisdictie van de rechtbank worden gepleegd." Elf maanden later vroeg hij arrestatiebevelen aan waarin werd beweerd dat Vladimir Poetin en Maria Lvova-Belova twee regels van het Statuut van Rome schonden tegen systematische deportatie, overdracht en gijzeling.
In mei 2024 kondigde hij aan namens het ICC arrestatiebevelen te willen uitvaardigen tegen de Israëlische premier Benjamin Netanyahu, zijn defensieminister Yoav Gallant en drie leiders van Hamas, Yahya Sinwar, Mohammed Diab Ibrahim Al-Masri en Ismail Haniyeh, voor oorlogsmisdaden en misdaden tegen de menselijkheid.
Op 10 februari 2025 werd Khan getroffen door sancties van de Verenigde Staten. Khan en zijn familie mogen de Verenigde Staten niet meer bezoeken, en hun vermogen in de VS is bevroren. Ook worden er vraagtekens gesteld over de omstandigheden waarin Khan de arrestatiebevelen tegen premier Benjamin Netanyahu en Yoav Gallant heeft gedaan, critici wijzen hierbij op een mogelijke afleiding vanwege beschuldigingen van sexueel geweld die tegen Khan lopen.